# Silistra (oblast)
Silistra (Bulgaars: Област Силистра, Turks: Silistre ili) is een oblast in het noordoosten van Bulgarije. De hoofdstad is het gelijknamige Silistra en de oblast heeft 108.018 inwoners per 31 december 2019.

## Geografie
Silistra heeft een oppervlakte van 2846 km², waarmee het een van de kleinste oblasten in Bulgarije is. Silistra is van oudsher een agrarische oblast, vooral vanwege de vruchtbare grond. De oblast staat bekend om zijn pelikanen en abrikozenbrandewijn. In het noorden stroomt de rivier de Donau.

## Demografie
Op 31 december 2019 telde de oblast Silistra 108.018 inwoners. De bevolking loopt al sinds de volkstelling van 1975 in een rap tempo terug. De meeste inwoners wonen in de gemeenten Silistra (44.940 personen), Doelovo (27.379 personen) en Toetrakan (13.319 personen). Alfatar heeft met 2.638 inwoners de kleinste bevolking.
| gemeente Silistra   | 43.523  | 46.227  | 55.452  | 69.023  | 75.802  | 71.889  | 61.942  | 51.386  | 44.940  |
| gemeente Doelovo    | 27.090  | 31.813  | 35.937  | 37.364  | 36.770  | 33.509  | 30.591  | 28.282  | 27.379  |
| gemeente Toetrakan  | 23.348  | 26.738  | 25.741  | 24.698  | 23.453  | 21.774  | 19.306  | 15.374  | 13.319  |
| gemeente Glavinitsa | 18.807  | 20.477  | 21.191  | 18.980  | 16.907  | 15.579  | 13.848  | 10.930  | 9.784   |
| gemeente Kaïnardzja | 14.332  | 13.167  | 11.227  | 8.487   | 6.707   | 6.128   | 5.467   | 5.070   | 5.049   |
| gemeente Sitovo     | 14.974  | 15.111  | 13.090  | 10.829  | 8.987   | 7.554   | 6.856   | 5.396   | 4.909   |
| gemeente Alfatar    | 9.440   | 9.131   | 7.804   | 6.373   | 5.481   | 4.630   | 3.990   | 3.036   | 2.638   |
| oblast Silistra     | 151.514 | 162.664 | 170.442 | 175.754 | 174.107 | 161.063 | 142.000 | 119.474 | 108.018 |

Silistra heeft een lage urbanisatiegraad. Per 31 december 2019 woonden er 47.781 mensen in een van de vijf steden (44%), terwijl er 60.237 mensen verspreid over 113 dorpen leefden (56%). Het grootste dorp is Ajdemir. 

#### Bevolkingsgroepen
De Bulgaren vormen met 57% de meerderheid van de bevolking van oblast Silistra, variërend van 18% in de gemeente Doelovo tot 84% in de gemeente Silistra. In gemeente Sitovo vormen ze de grootste bevolkingsgroep, maar net niet de meerderheid van de bevolking.
De grootste minderheid is de Turkse minderheid met 36% van de totale bevolking. In drie gemeenten vormen Turken de meerderheid van de bevolking: Doelovo, Glavinitsa en Kaïnardzja.
De Roma maken 5% van de bevolking uit: zij vormen relatief gezien een grote minderheid in Kaïnardzja (16%) en Alfatar (11%).
| gemeente Silistra   | 84,1 | 12,9 | 1,9  | 1,1 |
| gemeente Doelovo    | 17,8 | 70,4 | 9,2  | 2,6 |
| gemeente Toetrakan  | 67,3 | 26,7 | 5,1  | 0,9 |
| gemeente Glavinitsa | 29,2 | 68,0 | 2,2  | 0,6 |
| gemeente Kaïnardzja | 30,1 | 53,7 | 15,5 | 0,7 |
| gemeente Sitovo     | 49,8 | 39,6 | 7,4  | 3,2 |
| gemeente Alfatar    | 73,6 | 15,1 | 11,0 | 0,3 |
| oblast Silistra     | 57,4 | 36,1 | 5,1  | 1,4 |

#### Religieuze samenstelling
In Silistra wonen zowel christenen als moslims. De meeste inwoners behoren tot de Bulgaars-Orthodoxe Kerk (52%) en de islam (38%). Er zijn drie gemeenten met een christelijke meerderheid: Silistra (74%), Alfatar (69%) en Toetrakan (62%). Er zijn drie andere gemeenten met een islamitische meerderheid: Doelovo (76%), Glavinitsa (70%) en Kaïnardzja (68%). De bevolking van de gemeente Sitovo is religieus gemengd: moslims vormen de pluraliteit met 49% en christenen vormen de tweede religieuze groep met 44%.

#### Leeftijdsstructuur
Op 31 december 2019 bestond 24,4% van de bevolking uit 65-plussers. Dit aandeel is 2,8-procentpunten hoger dan het Bulgaarse gemiddelde. Net als de rest van Bulgarije verouderd de bevolking in een rap tempo. Tussen 2002 en 2019 is de bevolking in de 'productieve' leeftijdsgroepen gedaald, terwijl het aantal zestigplussers is gestegen.
| Leeftijdsopbouw van de respondenten op de volkstelling van 2011 in oblast Silistra | Leeftijdsopbouw van de respondenten op de volkstelling van 2011 in oblast Silistra | Leeftijdsopbouw van de respondenten op de volkstelling van 2011 in oblast Silistra | Leeftijdsopbouw van de respondenten op de volkstelling van 2011 in oblast Silistra | Leeftijdsopbouw van de respondenten op de volkstelling van 2011 in oblast Silistra | Leeftijdsopbouw van de respondenten op de volkstelling van 2011 in oblast Silistra | Leeftijdsopbouw van de respondenten op de volkstelling van 2011 in oblast Silistra | Leeftijdsopbouw van de respondenten op de volkstelling van 2011 in oblast Silistra | Leeftijdsopbouw van de respondenten op de volkstelling van 2011 in oblast Silistra | Leeftijdsopbouw van de respondenten op de volkstelling van 2011 in oblast Silistra | Leeftijdsopbouw van de respondenten op de volkstelling van 2011 in oblast Silistra | Leeftijdsopbouw van de respondenten op de volkstelling van 2011 in oblast Silistra | Leeftijdsopbouw van de respondenten op de volkstelling van 2011 in oblast Silistra | Leeftijdsopbouw van de respondenten op de volkstelling van 2011 in oblast Silistra | Leeftijdsopbouw van de respondenten op de volkstelling van 2011 in oblast Silistra | Leeftijdsopbouw van de respondenten op de volkstelling van 2011 in oblast Silistra | Leeftijdsopbouw van de respondenten op de volkstelling van 2011 in oblast Silistra | Leeftijdsopbouw van de respondenten op de volkstelling van 2011 in oblast Silistra | Leeftijdsopbouw van de respondenten op de volkstelling van 2011 in oblast Silistra |
| ---------------------------------------------------------------------------------- | ---------------------------------------------------------------------------------- | ---------------------------------------------------------------------------------- | ---------------------------------------------------------------------------------- | ---------------------------------------------------------------------------------- | ---------------------------------------------------------------------------------- | ---------------------------------------------------------------------------------- | ---------------------------------------------------------------------------------- | ---------------------------------------------------------------------------------- | ---------------------------------------------------------------------------------- | ---------------------------------------------------------------------------------- | ---------------------------------------------------------------------------------- | ---------------------------------------------------------------------------------- | ---------------------------------------------------------------------------------- | ---------------------------------------------------------------------------------- | ---------------------------------------------------------------------------------- | ---------------------------------------------------------------------------------- | ---------------------------------------------------------------------------------- | ---------------------------------------------------------------------------------- |
| Leeftijdscategorie                                                                 | Totaal                                                                             | 0 – 9                                                                              | 10 - 19                                                                            | 20 - 29                                                                            | 30 - 39                                                                            | 40 - 49                                                                            | 50 - 59                                                                            | 60 - 69                                                                            | 70 - 79                                                                            | 80+                                                                                |                                                                                    |                                                                                    |                                                                                    |                                                                                    |                                                                                    |                                                                                    |                                                                                    |                                                                                    |
| Aantal in 2016                                                                     | 111.957                                                                            | 10.113                                                                             | 10.131                                                                             | 11.251                                                                             | 13.168                                                                             | 16.446                                                                             | 16.416                                                                             | 17.261                                                                             | 12.463                                                                             | 4.708                                                                              |                                                                                    |                                                                                    |                                                                                    |                                                                                    |                                                                                    |                                                                                    |                                                                                    |                                                                                    |
| Aantal in 2002                                                                     | 138.994                                                                            | 12.289                                                                             | 18.877                                                                             | 17.246                                                                             | 19.537                                                                             | 19.362                                                                             | 20.842                                                                             | 16.904                                                                             | 11.017                                                                             | 2.920                                                                              |                                                                                    |                                                                                    |                                                                                    |                                                                                    |                                                                                    |                                                                                    |                                                                                    |                                                                                    |
| Etnische samenstelling per leeftijdscategorie                                      |                                                                                    |                                                                                    |                                                                                    |                                                                                    |                                                                                    |                                                                                    |                                                                                    |                                                                                    |                                                                                    |                                                                                    |                                                                                    |                                                                                    |                                                                                    |                                                                                    |                                                                                    |                                                                                    |                                                                                    |                                                                                    |
| Bulgaren (%)                                                                       | 57,4                                                                               | 38,2                                                                               | 46,3                                                                               | 46,7                                                                               | 52,2                                                                               | 58,2                                                                               | 61,0                                                                               | 67,8                                                                               | 73,3                                                                               | 77,3                                                                               |                                                                                    |                                                                                    |                                                                                    |                                                                                    |                                                                                    |                                                                                    |                                                                                    |                                                                                    |
| Turken (%)                                                                         | 36,1                                                                               | 43,1                                                                               | 43,3                                                                               | 43,3                                                                               | 40,9                                                                               | 36,5                                                                               | 34,6                                                                               | 30,0                                                                               | 25,0                                                                               | 21,2                                                                               |                                                                                    |                                                                                    |                                                                                    |                                                                                    |                                                                                    |                                                                                    |                                                                                    |                                                                                    |
| Roma/zigeuners (%)                                                                 | 5,1                                                                                | 14,4                                                                               | 9,2                                                                                | 8,6                                                                                | 5,6                                                                                | 4,1                                                                                | 2,9                                                                                | 1,4                                                                                | 0,9                                                                                | 0,5                                                                                |                                                                                    |                                                                                    |                                                                                    |                                                                                    |                                                                                    |                                                                                    |                                                                                    |                                                                                    |

De Bulgaren vormen weliswaar de meerderheid van de bevolking van oblast Silistra, maar in de leeftijdcategorie 0-29 jaar oud vormen de minderheidsgroepen (Turken en Roma) de meerderheid.

## Economie
De meeste inwoners zijn werkzaam in de landbouw en visserij, namelijk zo'n 47% in het jaar 2017. Zeven jaar eerder, in het jaar 2010, was nog zo'n 52% van de beroepsbevolking werkzaam in de landbouw.
In 2016 bedraagt het BBP per hoofd van de bevolking ongeveer 6080 Bulgaarse lev (circa €3100). Dat is het laagst in Bulgarije. Het BBP per sector ziet er als volgt uit: diensten (58%), landbouw (24%) en de industrie (18%). Iets meer dan 20% van de bevolking leeft onder de armoedegrens (2015).
In 2017 bedraagt het werkloosheidspercentage in oblast Silistra ongeveer 13 procent van de beroepsbevolking. Het werkloosheidspercentage is drastisch gedaald, maar blijft twee keer hoger dan het nationale gemiddelde.

## Gemeenten
- Alfatar
- Doelovo
- Glavinitsa
- Kaïnardzja
- Silistra
- Sitovo
- Toetrakan

Blagoevgrad · Boergas · Chaskovo · Dobritsj · Gabrovo · Jambol · Kjoestendil · Kardzjali · Lovetsj · Montana · Pazardzjik · Pernik · Pleven · Plovdiv · Razgrad · Roese · Silistra · Oblast Sofia · Sofia-Hoofdstad · Sjoemen · Sliven · Smoljan · Stara Zagora · Targovisjte · Varna · Veliko Tarnovo · Vidin · Vratsa